# Церковь Благовещения (Сантандер)
Церковь Благовещения Пресвятой Девы Марии (исп. Iglesia de La Anunciación) — церковь  римско-католической церкви в городе Сантандер, Испания. Является одним из немногих сохранившихся памятников архитектуры эпохи Возрождения в регионе. 11 ноября 1992 года церковь объявлена культурным наследием Испании. Расположена на улице Хуана де Эрреро, неподалёку от площади Пласа-Портикада и Сантандерского собора.

## История
Возникновение церкви связывают с деятельностью доньи Магдалены де Ильоа, влиятельной аристократкой и меценатом, няней Хуана Астурийского и женой придворного Карла V, дона Луиса де Кихада. На её деньги был основан колледж иезуитов, от которого сегодня сохранилась только церковь.
Сооружение храма началось в 1607 году и шло с перерывами между 1617 и 1619 годами. Внешне здание очень похоже на церковь в Вильягарсиа-де-Кампосе, построенной по проекту архитектора Родриго Хил де Онтаньона, однако сантандерская церковь спроектирована  трансмьеранским зодчим Хуаном де Натесем, а завершили постройку Хуан де Масарредондо и Хуан де Ривас.

## Описание
Церковь Благовещения построена по подобию знаменитой Иль-Джезу — образца для всех иезуитских храмов. Фасад здания представляет из себя ризалит, образующий центральную часть, и две узкие боковые стороны.  Портал церкви состоит из четырёх пилястр (по двум справа и слева от входа), поддерживающих антаблементы и портальный фронтон, в центре которого расположена ниша со статуей  Богородицы.
Над порталом расположено большое панорамное окно, слева и справа от которого изображены два герба. Завершает верхнюю часть фронтон, тимпан которого не украшен (есть лишь два небольших оконца).
Интерьер церкви представляет собой базилику с одним нефом и боковыми капеллами, соединяющихся арками. Средокрестие увенчано куполом и световым фонарём в стиле барокко.